# Stanisław Wilhelm Radziwiłł
Stanisław Wilhelm Radziwiłł herbu Trąby (ur. 6 lutego 1880 w Berlinie, zm. 28 kwietnia 1920 pod Malinem) – I ordynat na Dawidgródku, porucznik niemiecki, później rosyjski, rotmistrz Wojska Polskiego, kawaler Orderu Virtuti Militari.

## Życiorys

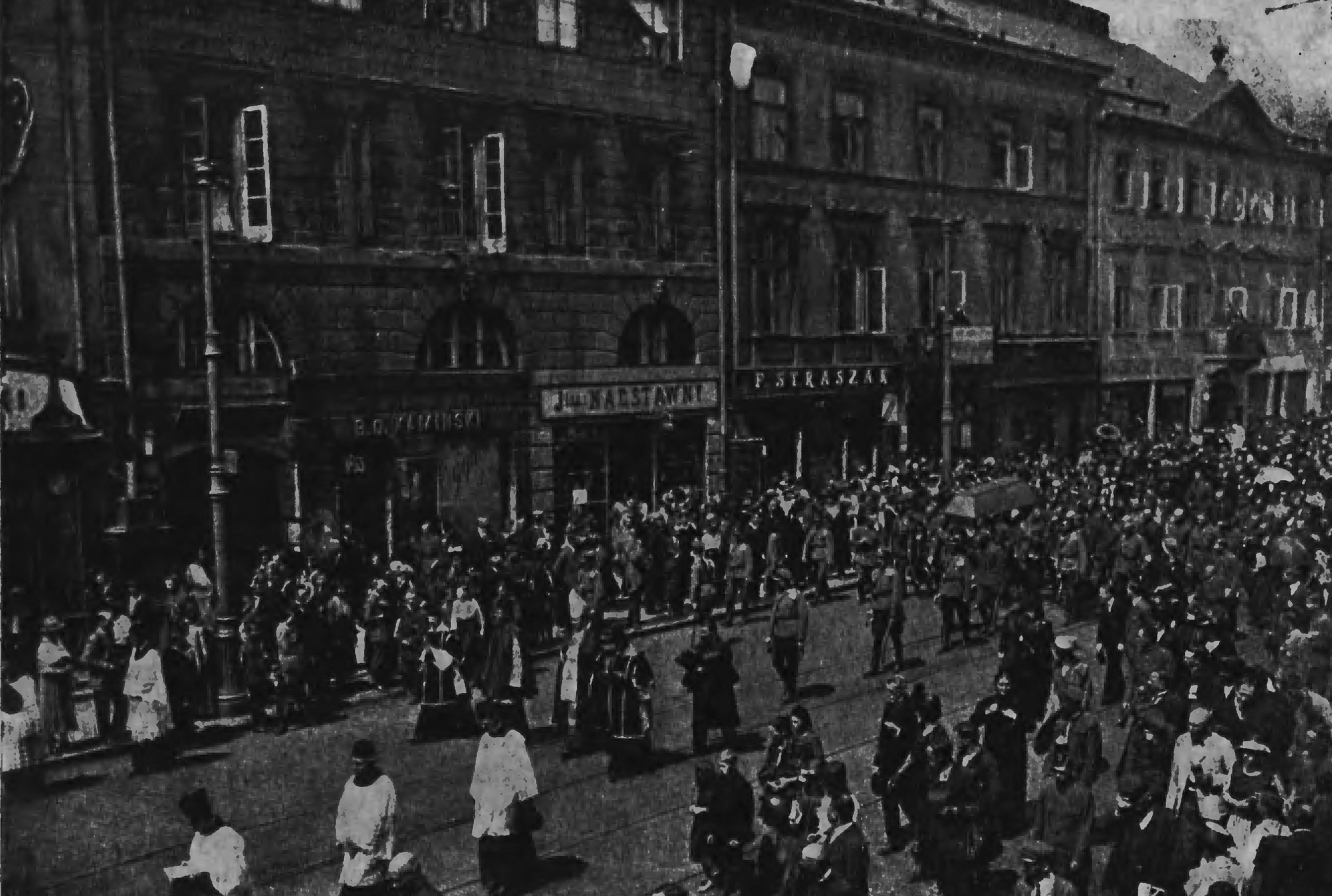
Pogrzeb rtm. Radziwiłła w Warszawie

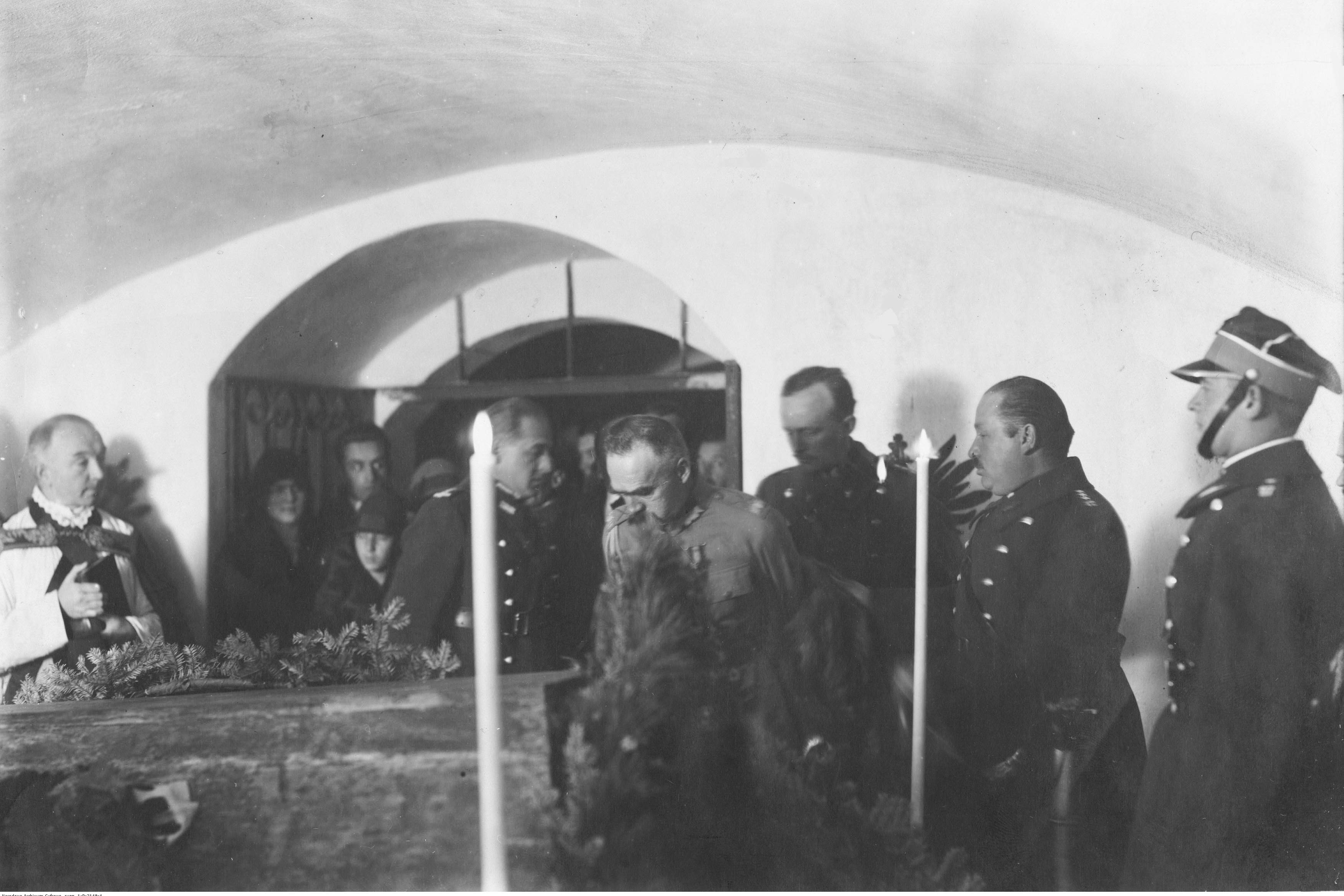
Marszałek Józef Piłsudski dekoruje sarkofag S. Radziwiłła w Nieświeżu Orderem VM

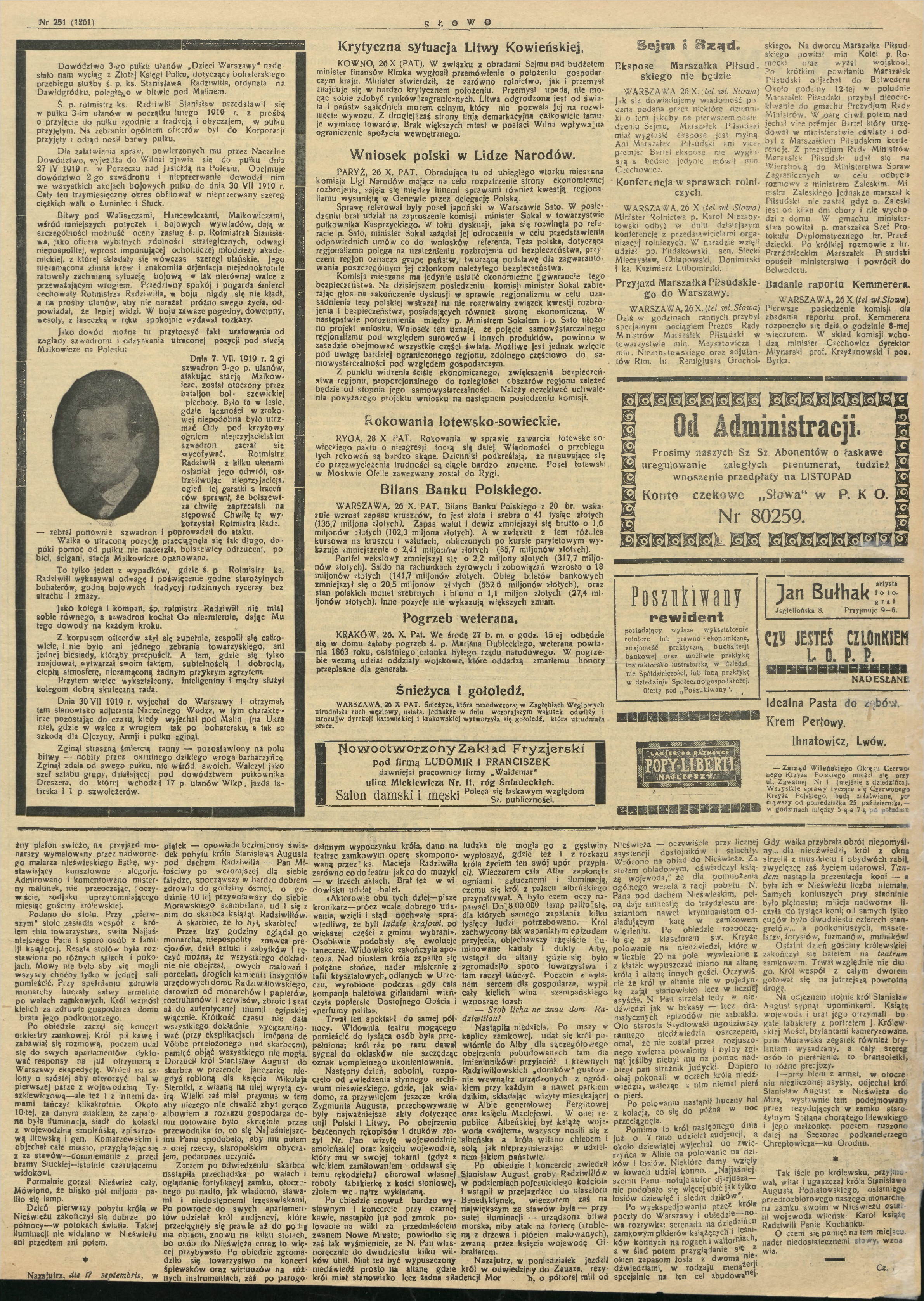
Informacja w Słowie o Stanisławie Wilhelmie Radziwile

Był synem Antoniego Wilhelma Radziwiłła i Marii Doroty de Castellane.
Był ochotnikiem w czasie wojny rosyjsko-japońskiej 1904–1905 i w czasie I wojny światowej. Służył jako porucznik w 13 pułku ułanów pruskich a potem w 1 pułku ułanów nerczyńskich w tzw. dzikiej dywizji. Od 1917 roku Założyciel Stronnictwa Narodowo-Zachowawczego w Petersburgu. Przed wojną adwersarz, po wojnie adiutant marszałka Józefa Piłsudskiego od 30 lipca 1919 roku. 
Ochotnik w wojnie polsko-bolszewickiej, żołnierz 3 pułku ułanów, dowódca Szwadronu Ziemi Mazowieckiej walczącego w składzie Frontu Litewsko-Białoruskiego, szef sztabu 7 Brygady Jazdy. Brał udział w ofensywie kwietniowej na Ukrainie. Został ciężko ranny w czasie bitwy pod Malinem. Zmarł 28 kwietnia 1920 roku.
Pod koniec maja 1920 uroczystości pogrzebowe odbyły się w Warszawie pod przewodnictwem biskupa polowego Stanisława Galla.
W 1926 marszałek Józef Piłsudski złożył Order Virtuti Militari 4 klasy na trumnie majora Stanisława Radziwiłła w podziemiach kościoła Bożego Ciała w Nieświeżu.

## Ordery i odznaczenia
- Krzyż Złoty Orderu Wojskowego Virtuti Militari nr 544[4]
- Krzyż Srebrny Orderu Wojskowego Virtuti Militari nr 4266 – pośmiertnie[5][6]